# تاریخ یهودیان در پاکستان

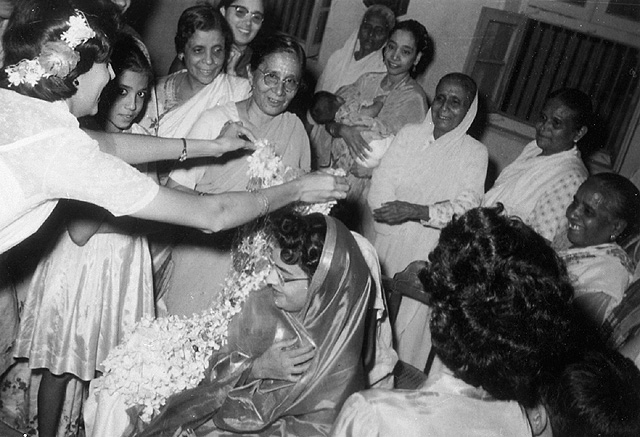
مراسم حنانگری عروسی یهودیان در کراچی

تاریخ یهودیان در پاکستان حداقل به سال ۱۸۳۹ برمی گردد. برآوردهای مختلف حاکی از این است که در آغاز سده بیستم حدود ۱۰۰ تا ۲۵۰۰ یهودی در شهر کراچی زندگی می‌کردند و آن‌ها عمدتاً یهودیان بنی اسرائیل از ماهاراشترا در هند بودند. جامعه قابل توجهی از یهودیان نیز در راولپندی زندگی می‌کردند. جامعه کوچکتری از یهودیان نیز در پیشاور زندگی می‌کردند.
امروزه، اکثر یهودیان پاکستانی در اسرائیل، هند، کانادا و ایالات متحده زندگی می‌کنند، در حالی که پاکستان امروزی همچنان میزبان جمعیت متوسط یهودی است. براساس اداره ملی ثبت اطلاعات و پایگاه داده ملی پاکستان، ۷۴۵ خانواده یهودی ثبت شده در پاکستان زندگی می‌کنند.

## تاریخچه

### مهاجرت‌های اولیه
جامعه ای از یهودیان که از شورش در مشهد فرار می‌کردند، در سال ۱۸۳۹ در راولپندی در پنجاب مستقر شدند. کنیسه‌ای که آن‌ها در اوایل سده ۲۰ام در راولپندی ساختند هنوز به کار خود ادامه می‌دهد.

### دوران استعمار (۱۸۴۲–۱۹۴۷)
طبق سرشماری سال ۱۸۸۱، ۱۵۳ یهودی در استان سند زندگی می‌کردند. در روزنامه سیند روزنامه ۱۹۰۷، ادوارد همیلتون ایتکن ذکر می‌کند که طبق سرشماری سال ۱۹۰۱، کل جمعیت یهودیان [در سند] ۴۸۲ نفر بوده و تقریباً همه آنها در کراچی زندگی می‌کردند. در سال ۱۹۱۹، این رقم به حدود ۶۵۰ رسیده بود. تا سال ۱۹۴۷، حدود ۱۵۰۰ یهودی در سند زندگی می‌کردند که اکثریت آنها در کراچی ساکن بودند. بیشتر این یهودیان بنه اسرائیل بودند و آنها به عنوان بازرگان، صنعتگر، شاعر، فیلسوف و کارمند دولت زندگی می‌کردند.
در سال ۱۹۱۱، یهودیان ۰٫۳ درصد از جمعیت کراچی را تشکیل می‌دادند و در زمان استقلال از امپراتوری انگلیس تعداد آنها به ۲۵۰۰ نفر رسیده بود. محمودا رضویا در کتاب ۱۹۴۷ خود با نام «ملکه مشرق» دربارهٔ حضور یهودیان در کراچی نوشته‌است. قبلاً یهودیان در کراچی زندگی می‌کردند. گل حسن کالماتی در مقاله ای تحت عنوان «کراچی که یاهودی» (یهودیان کراچی)، نشان می‌دهد که یهودیان در قرن نوزدهم از ماهاراشترا به کراچی آمده‌اند.

#### ۱۹۴۷–۱۹۷۰
در زمان چندپارگی هند، حدود ۱۳۰۰ یهودی در کراچی باقی ماندند که بیشتر آنها یهودیان بن اسرائیل بودند و آیین‌های یهودی سفاردی را رعایت می‌کردند. اولین مهاجرت واقعی پناهندگان یهودی از هند بریتانیایی به بمبئی و سایر شهرهای هند دقیقاً پیش از ایجاد اسرائیل در سال ۱۹۴۸ بود که یهودی‌ستیزی به پاکستان گسترش یافت. هنگامی که اسرائیل در سال ۱۹۴۸ به وجود آمد، بسیاری از یهودیان به اسرائیل مهاجرت کردند و پس از جنگ اعراب و اسرائیل اکثریت آنها کراچی را ترک کردند. تا سال ۱۹۵۳ گزارش شده بود که کمتر از ۵۰۰ یهودی در کل پاکستان بودند.